# 米加伊
47°0′26″N 30°0′41″E / 47.00722°N 30.01139°E
米哈伊（烏克蘭語：Мигаї）是位於烏克蘭西南部的村莊，由敖德萨州羅茲季利納區的新博里西夫卡市鎮負責管轄。該村始建於1945年，面積0.38平方公里，海拔高度65米，2001年人口634，人口密度每平方公里1,668.42人。